# Куганакский сельсовет
Куганакский сельсовет — муниципальное образование в Стерлитамакском районе Башкортостана.
Административный центр — село Большой Куганак.

## История
Согласно Закону о границах, статусе и административных центрах муниципальных образований в Республике Башкортостан имеет статус сельского поселения.
В 2008 году в состав сельсовета вошёл Покровский сельсовет.
Закон Республики Башкортостан от 19.11.2008 № 49-з «Об изменениях в административно-территориальном устройстве Республики Башкортостан в связи с объединением отдельных сельсоветов и передачей населённых пунктов» гласил:

"Внести следующие изменения в административно-территориальное устройство Республики Башкортостан:
40) по Стерлитамакскому району:

б) объединить Куганакский и Покровский сельсоветы с сохранением наименования «Куганакский» с административным центром в селе Большой Куганак.
Включить село Покровка, деревни Берёзовка, Усть-Зиган, хутор Хрипуновский Покровского сельсовета в состав Куганакского сельсовета.
Утвердить границы Куганакского сельсовета согласно представленной схематической карте.
Исключить из учётных данных Покровский сельсовет;

## Транспорт
На территории сельсовета расположены пять остановочных пункта железной дороги: три действующих и два недействующих. В селе Большой Куганак расположена железнодорожная станция Куганак линии Карламан — Мурапталово Башкирского региона Куйбышевской железной дороги. У пересечения железной дорогой реки Куганак (с южной стороны) расположена недействующая платформа 121 км. В деревне Усть-Зиган расположен одноимённый разъезд. В 1,5 к северо-востоку от разъезда расположена недействующий остановочный пункт 115 км. Около садовых участок 114-й километр на границе с Гафурийским районом расположена платформа 114 км. От станции Куганак, разъезда Усть-Зиган и платформы 114 км осуществляется ежедневное пригородное пассажирское сообщение до Стерлитамака, Уфы и Улукулево.

## Население
| 2002  | 2009  | 2010  | 2012  | 2013  | 2014  | 2015  |
| ----- | ----- | ----- | ----- | ----- | ----- | ----- |
| 3466  | ↗3482 | ↘3243 | ↗3276 | ↗3295 | ↘3251 | ↗3264 |
| 2016  | 2017  | 2018  |       |       |       |       |
| ↗3282 | ↘3230 | ↘3202 |       |       |       |       |

## Состав сельского поселения
| № | Населённый пункт | Тип населённого пункта       | Население |
| - | ---------------- | ---------------------------- | --------- |
| 1 | Большой Куганак  | село, административный центр | ↘2368     |
| 2 | Покровка         | село                         | ↘843      |
| 3 | Усть-Зиган       | деревня                      | ↘19       |
| 4 | Хрипуновский     | хутор                        | ↘10       |
| 5 | Берёзовка        | деревня                      | ↘3        |